# Acide métasilicique
Au sens strict, l'acide métasilicique est un composé chimique hypothétique de formule H2SiO3. Cette espèce d'acide silicique existe peut-être en solution aqueuse à très faible concentration mais n'a jamais été caractérisée de manière certaine. Il est notamment possible qu'elle existe dans les solutions diluées de silicate de sodium Na2SiO3 à pH faible (acide).
Les sels de l'acide métasilicique sont les métasilicates. Ils sont largement distribués dans le milieu naturel avec une structure d'inosilicate.
Par extension, la dénomination d'acide métasilicique s'applique à des substances constituées d'hydrate de silice comme le kieselguhr (célite, ou terre de diatomée), très utilisé notamment en chimie dans les procédés de filtration, comme support de catalyseur, voire comme abrasif.